# Großer Preis von Ungarn 2021
Der Große Preis von Ungarn 2021 (offiziell Formula 1 Rolex Magyar Nagydíj 2021) fand am 1. August auf dem Hungaroring in Mogyoród statt und war das elfte Rennen der Formel-1-Weltmeisterschaft 2021.

## Bericht

### Hintergründe
Nach dem Großen Preis von Großbritannien führte Max Verstappen in der Fahrerwertung mit acht Punkten vor Lewis Hamilton und mit 72 Punkten vor Lando Norris. In der Konstrukteurswertung führte Red Bull Racing mit vier Punkten vor Mercedes und mit 126 Punkten vor McLaren.
Norris, Sergio Pérez (jeweils acht), George Russell (sieben), Nicholas Latifi, Kimi Räikkönen, Sebastian Vettel, Hamilton (jeweils sechs), Antonio Giovinazzi, Nikita Masepin (jeweils fünf), Lance Stroll, Yuki Tsunoda (jeweils vier), Valtteri Bottas, Charles Leclerc (jeweils zwei), Pierre Gasly, Esteban Ocon, Daniel Ricciardo und Carlos Sainz jr. (jeweils einer) gingen mit Strafpunkten ins Rennwochenende.
Mit Hamilton (achtmal), Vettel (zweimal), Ricciardo, Fernando Alonso und Räikkönen (jeweils einmal) traten fünf ehemalige Sieger zu diesem Grand Prix an.
Als Rennkommissare für dieses Rennwochenende fungierten Gerd Ennser (DEU), Matteo Perini (ITA), Vitantonio Liuzzi (ITA) und Lajos Herczeg (HUN).

### Training
Im ersten freien Training war Verstappen mit 1:17,555 Minuten Schnellster vor Bottas und Hamilton.
Im zweiten freien Training fuhr Bottas mit 1:17,012 Minuten die schnellste Zeit vor Hamilton und Verstappen.
Das dritte freie Training wurde aufgrund eines Unfalls von Mick Schumacher unterbrochen. Hamilton fuhr mit 1:16,826 Minuten die schnellste Runde vor Verstappen und Bottas.

### Qualifying
Das Qualifying bestand aus drei Teilen mit einer Nettolaufzeit von 45 Minuten. Im ersten Qualifying-Segment (Q1) hatten die Fahrer 18 Minuten Zeit, um sich für das Rennen zu qualifizieren. Alle Fahrer, die im ersten Abschnitt eine Zeit erzielten, die maximal 107 Prozent der schnellsten Rundenzeit betrug, qualifizierten sich. Die besten 15 Fahrer erreichten den nächsten Teil. Verstappen war Schnellster. Schumacher, der aufgrund seines Unfalls im dritten freien Training keine Zeit setzen konnte, sein Teamkollege Masepin, die Williams-Piloten sowie Tsunoda schieden aus. 
Der zweite Abschnitt (Q2) dauerte 15 Minuten. Die schnellsten zehn Piloten qualifizierten sich für den dritten Teil des Qualifyings und mussten mit den hier verwendeten Reifen das Rennen starten, alle anderen hatten freie Reifenwahl für den Rennstart. Alle Fahrer, außer die beiden Mercedes-Piloten, erzielten ihre schnellsten Runden dabei auf weichen Reifen, Bottas und Hamilton wählten die Medium-Reifen. Verstappen war Schnellster. Das Segment wurde aufgrund eines Unfalls von Sainz jr. unterbrochen, dieser konnte keine Zeit setzen und schied somit neben den beiden Alfa-Romeo-Piloten, Stroll und Ricciardo aus. 
Der letzte Abschnitt (Q3) ging über eine Zeit von zwölf Minuten, in denen die ersten zehn Startpositionen vergeben wurden. Hamilton war Schnellster vor Bottas und Verstappen.

### Rennen
Vor Rennstart begann es zu regnen, weswegen alle Fahrer das Rennen auf Intermediates starteten.
Das Rennen wurde nach einem Unfall in der ersten Kurve abgebrochen. Bottas, der einen schlechten Start erwischte und somit hinter die beiden Red Bull und Norris zurückfiel, bremste vor der Kurve zu spät und kollidierte mit dem McLaren von Norris sowie den beiden Red Bull-Piloten. Kurz darauf kollidierten ebenfalls Stroll und Leclerc. Von den involvierten Fahrzeugen konnten nur Norris und Verstappen das Rennen wieder aufnehmen, Norris musste aber bei der auf den Rennabbruch folgenden Boxeneinfahrt das Rennen aufgeben.
Am Ende der Einführungsrunde zum Restart fuhren fast alle Fahrer an die Box, um auf Trockenreifen zu wechseln, da die Strecke bereits abgetrocknet war. Masepin kollidierte dabei in der Boxengasse mit Räikkönen und musste das Rennen aufgeben. Lediglich der Führende Hamilton ließ seine Intermediates aufgezogen und vollführte den Restart als einziger Fahrer auf der Strecke, der Rest schloss aus der Boxengasse auf. Hamilton realisierte jedoch schnell, dass er die falsche Entscheidung getroffen hatte, und kam direkt danach an die Box. Die Führung ging somit an Ocon über.
Hamilton gelang es zwar zunächst, die verlorene Zeit wieder aufzuholen, er hing daraufhin aber mehrere Runden hinter Alonso fest, weswegen er nicht mehr ganz an die Spitze aufschließen konnte.   
Ocon gewann das Rennen somit vor Vettel und Hamilton. Es war Ocons erster Sieg in der Formel-1-Weltmeisterschaft sowie der erste Sieg für einen Fahrer mit Renault-Motor seit dem Großen Preis von Mexiko 2018. Die restlichen Punkteplatzierungen erzielten Sainz jr., Alonso, Gasly, Tsunoda, Latifi, Russell und Verstappen. Norris erzielte zum ersten Mal in dieser Saison keine Punkte, während Williams erstmals seit dem Großen Preis von Deutschland 2019 Weltmeisterschaftspunkte erzielte, zudem war es das erste Mal seit dem Großen Preis von Italien 2018, dass beide Williams-Fahrer Punkte erzielten. Latifi erzielte außerdem erstmals in seiner Formel-1-Karriere Weltmeisterschaftspunkte, Russell erzielte seine ersten Punkte für Williams.  
Gasly fuhr die schnellste Rennrunde, wofür er einen zusätzlichen Punkt erhielt.
Vettel wurde im Anschluss des Grand Prix disqualifiziert, da von seinem Wagen nach dem Rennen nicht die vorgeschriebene Menge an Resttreibstoff entnommen werden konnte. Das restliche Feld rückte somit einen Platz auf, Räikkönen als Elfter im Ziel erbte so den zehnten Platz und erzielte noch einen Punkt.
In der Fahrerwertung übernahm Hamilton die Führung vor Verstappen, Norris blieb Dritter. In der Konstrukteurswertung übernahm Mercedes wieder die Führung vor Red Bull Racing, Ferrari übernahm zusätzlich den dritten Platz von McLaren. Beide Teams stehen punktgleich, durch bessere Einzelergebnisse wird Ferrari vor McLaren gewertet.

## Meldeliste
| Team                            | Nr. | Fahrer             | Chassis                           | Motor                             | Reifen |
| ------------------------------- | --- | ------------------ | --------------------------------- | --------------------------------- | ------ |
| Mercedes-AMG Petronas F1 Team   | 44  | Lewis Hamilton     | Mercedes-AMG F1 W12 E Performance | Mercedes-AMG F1 M12 E Performance | P      |
| Mercedes-AMG Petronas F1 Team   | 77  | Valtteri Bottas    | Mercedes-AMG F1 W12 E Performance | Mercedes-AMG F1 M12 E Performance | P      |
| Red Bull Racing Honda           | 33  | Max Verstappen     | Red Bull Racing RB16B             | Honda RA621H                      | P      |
| Red Bull Racing Honda           | 11  | Sergio Pérez       | Red Bull Racing RB16B             | Honda RA621H                      | P      |
| McLaren F1 Team                 | 03  | Daniel Ricciardo   | McLaren MCL35M                    | Mercedes-AMG F1 M12 E Performance | P      |
| McLaren F1 Team                 | 04  | Lando Norris       | McLaren MCL35M                    | Mercedes-AMG F1 M12 E Performance | P      |
| Aston Martin Cognizant F1 Team  | 18  | Lance Stroll       | Aston Martin AMR21                | Mercedes-AMG F1 M12 E Performance | P      |
| Aston Martin Cognizant F1 Team  | 05  | Sebastian Vettel   | Aston Martin AMR21                | Mercedes-AMG F1 M12 E Performance | P      |
| Alpine F1 Team                  | 14  | Fernando Alonso    | Alpine A521                       | Renault E-Tech 20B                | P      |
| Alpine F1 Team                  | 31  | Esteban Ocon       | Alpine A521                       | Renault E-Tech 20B                | P      |
| Scuderia Ferrari Mission Winnow | 16  | Charles Leclerc    | Ferrari SF21                      | Ferrari 065/6                     | P      |
| Scuderia Ferrari Mission Winnow | 55  | Carlos Sainz jr.   | Ferrari SF21                      | Ferrari 065/6                     | P      |
| Scuderia AlphaTauri Honda       | 22  | Yuki Tsunoda       | AlphaTauri AT02                   | Honda RA621H                      | P      |
| Scuderia AlphaTauri Honda       | 10  | Pierre Gasly       | AlphaTauri AT02                   | Honda RA621H                      | P      |
| Alfa Romeo Racing Orlen         | 07  | Kimi Räikkönen     | Alfa Romeo Racing C41             | Ferrari 065/6                     | P      |
| Alfa Romeo Racing Orlen         | 88  | Robert Kubica      | Alfa Romeo Racing C41             | Ferrari 065/6                     | P      |
| Alfa Romeo Racing Orlen         | 99  | Antonio Giovinazzi | Alfa Romeo Racing C41             | Ferrari 065/6                     | P      |
| Uralkali Haas F1 Team           | 09  | Nikita Masepin     | Haas VF-21                        | Ferrari 065/6                     | P      |
| Uralkali Haas F1 Team           | 47  | Mick Schumacher    | Haas VF-21                        | Ferrari 065/6                     | P      |
| Williams Racing                 | 63  | George Russell     | Williams FW43B                    | Mercedes-AMG F1 M12 E Performance | P      |
| Williams Racing                 | 06  | Nicholas Latifi    | Williams FW43B                    | Mercedes-AMG F1 M12 E Performance | P      |

Anmerkungen
1. 1 2  Der Alfa Romeo mit der Startnummer 88 wurde im ersten freien Training für Kubica eingesetzt. Räikkönen übernahm das Fahrzeug anschließend für das restliche Rennwochenende mit seiner Startnummer 7.

## Klassifikationen

### Qualifying
| Pos.                                                                      | Fahrer             | Konstrukteur              | Q1         | Q2         | Q3       | Start |
| ------------------------------------------------------------------------- | ------------------ | ------------------------- | ---------- | ---------- | -------- | ----- |
| 01                                                                        | Lewis Hamilton     | Mercedes                  | 1:16,424   | 1:16,553   | 1:15,419 | 01    |
| 02                                                                        | Valtteri Bottas    | Mercedes                  | 1:16,569   | 1:16,702   | 1:15,734 | 02    |
| 03                                                                        | Max Verstappen     | Red Bull Racing-Honda     | 1:16,214   | 1:15,650   | 1:15,840 | 03    |
| 04                                                                        | Sergio Pérez       | Red Bull Racing-Honda     | 1:17,233   | 1:16,443   | 1:16,421 | 04    |
| 05                                                                        | Pierre Gasly       | AlphaTauri-Honda          | 1:16,874   | 1:16,394   | 1:16,483 | 05    |
| 06                                                                        | Lando Norris       | McLaren-Mercedes          | 1:17,081   | 1:16,385   | 1:16,489 | 06    |
| 07                                                                        | Charles Leclerc    | Ferrari                   | 1:17,084   | 1:16,574   | 1:16,496 | 07    |
| 08                                                                        | Esteban Ocon       | Alpine-Renault            | 1:17,367   | 1:16,766   | 1:16,653 | 08    |
| 09                                                                        | Fernando Alonso    | Alpine-Renault            | 1:17,123   | 1:16,541   | 1:16,715 | 09    |
| 10                                                                        | Sebastian Vettel   | Aston Martin-Mercedes     | 1:17,105   | 1:16,794   | 1:16,750 | 10    |
| 11                                                                        | Daniel Ricciardo   | McLaren-Mercedes          | 1:17,664   | 1:16,871   | –        | 11    |
| 12                                                                        | Lance Stroll       | Aston Martin-Mercedes     | 1:17,038   | 1:16,893   | –        | 12    |
| 13                                                                        | Kimi Räikkönen     | Alfa Romeo Racing-Ferrari | 1:17,553   | 1:17,564   | –        | 13    |
| 14                                                                        | Antonio Giovinazzi | Alfa Romeo Racing-Ferrari | 1:17,776   | 1:17,583   | –        | 14    |
| 15                                                                        | Carlos Sainz jr.   | Ferrari                   | 1:16,649   | keine Zeit | –        | 15    |
| 16                                                                        | Yuki Tsunoda       | AlphaTauri-Honda          | 1:17,919   | –          | –        | 16    |
| 17                                                                        | George Russell     | Williams-Mercedes         | 1:17,944   | –          | –        | 17    |
| 18                                                                        | Nicholas Latifi    | Williams-Mercedes         | 1:18,036   | –          | –        | 18    |
| 19                                                                        | Nikita Masepin     | Haas-Ferrari              | 1:18,922   | –          | –        | 19    |
| 107-Prozent-Zeit: 1:21.548 min (bezogen auf Q1-Bestzeit von 1:16,214 min) |                    |                           |            |            |          |       |
| DNQ                                                                       | Mick Schumacher    | Haas-Ferrari              | keine Zeit | –          | –        | 20    |

Anmerkungen
1. ↑  Schumacher wurde erlaubt zu starten, da er im freien Training ausreichend schnell gefahren war.
2. ↑  Schumacher wurde aufgrund eines Getriebewechsels um fünf Startplätze nach hinten versetzt.

### Rennen
| Pos. | Fahrer             | Konstrukteur              | Runden | Stopps | Zeit        | Start | Schnellste Runde |
| ---- | ------------------ | ------------------------- | ------ | ------ | ----------- | ----- | ---------------- |
| 01   | Esteban Ocon       | Alpine-Renault            | 70     | 3      | 2:04:43,199 | 08    | 1:21,421 (54.)   |
| 02   | Lewis Hamilton     | Mercedes                  | 70     | 4      | + 2,736     | 01    | 1:18,715 (49.)   |
| 03   | Carlos Sainz jr.   | Ferrari                   | 70     | 3      | + 15,018    | 15    | 1:21.423 (54.)   |
| 04   | Fernando Alonso    | Alpine-Renault            | 70     | 3      | + 15,651    | 09    | 1:20.359 (41.)   |
| 05   | Pierre Gasly       | AlphaTauri-Honda          | 70     | 4      | + 1:03,614  | 05    | 1:18,394 (70.)   |
| 06   | Yuki Tsunoda       | AlphaTauri-Honda          | 70     | 3      | + 1:15,803  | 16    | 1:22,450 (43.)   |
| 07   | Nicholas Latifi    | Williams-Mercedes         | 70     | 3      | + 1:17,910  | 18    | 1:22.831 (62.)   |
| 08   | George Russell     | Williams-Mercedes         | 70     | 3      | + 1:19,094  | 17    | 1:22.112 (62.)   |
| 09   | Max Verstappen     | Red Bull Racing-Honda     | 70     | 5      | + 1:20,244  | 03    | 1:20,945 (43.)   |
| 10   | Kimi Räikkönen     | Alfa Romeo Racing-Ferrari | 69     | 4      | + 1 Runde   | 13    | 1:21,518 (58.)   |
| 11   | Daniel Ricciardo   | McLaren-Mercedes          | 69     | 3      | + 1 Runde   | 11    | 1:22.802 (58.)   |
| 12   | Mick Schumacher    | Haas-Ferrari              | 69     | 3      | + 1 Runde   | 20    | 1:22.711 (44.)   |
| 13   | Antonio Giovinazzi | Alfa Romeo Racing-Ferrari | 69     | 3      | + 1 Runde   | 14    | 1:22,736 (44.)   |
| –    | Nikita Masepin     | Haas-Ferrari              | 3      | 2      | DNF         | 19    | –                |
| –    | Lando Norris       | McLaren-Mercedes          | 2      | 1      | DNF         | 06    | –                |
| –    | Valtteri Bottas    | Mercedes                  | 0      | 0      | DNF         | 02    | –                |
| –    | Sergio Pérez       | Red Bull Racing-Honda     | 0      | 0      | DNF         | 04    | –                |
| –    | Charles Leclerc    | Ferrari                   | 0      | 0      | DNF         | 07    | –                |
| –    | Lance Stroll       | Aston Martin-Mercedes     | 0      | 0      | DNF         | 12    | –                |
| DSQ  | Sebastian Vettel   | Aston Martin-Mercedes     | 70     | 3      | + 1,859     | 10    | 1:21,459 (60.)   |

Anmerkungen
1. ↑  Vettel wurde wegen zu wenig Benzin im Tank nach dem Rennen disqualifiziert.

## WM-Stände nach dem Rennen

### Fahrerwertung
| Pos. | Fahrer           | Konstrukteur          | Punkte |
| ---- | ---------------- | --------------------- | ------ |
| 01   | Lewis Hamilton   | Mercedes              | 195    |
| 02   | Max Verstappen   | Red Bull Racing-Honda | 187    |
| 03   | Lando Norris     | McLaren-Mercedes      | 113    |
| 04   | Valtteri Bottas  | Mercedes              | 108    |
| 05   | Sergio Pérez     | Red Bull Racing-Honda | 104    |
| 06   | Carlos Sainz jr. | Ferrari               | 83     |
| 07   | Charles Leclerc  | Ferrari               | 80     |
| 08   | Pierre Gasly     | AlphaTauri-Honda      | 50     |
| 09   | Daniel Ricciardo | McLaren-Mercedes      | 50     |
| 10   | Esteban Ocon     | Alpine-Renault        | 39     |

| Pos. | Fahrer             | Konstrukteur              | Punkte |
| ---- | ------------------ | ------------------------- | ------ |
| 11   | Fernando Alonso    | Alpine-Renault            | 38     |
| 12   | Sebastian Vettel   | Aston Martin-Mercedes     | 30     |
| 13   | Lance Stroll       | Aston Martin-Mercedes     | 18     |
| 14   | Yuki Tsunoda       | AlphaTauri-Honda          | 18     |
| 15   | Nicholas Latifi    | Williams-Mercedes         | 6      |
| 16   | George Russell     | Williams-Mercedes         | 4      |
| 17   | Kimi Räikkönen     | Alfa Romeo Racing-Ferrari | 2      |
| 18   | Antonio Giovinazzi | Alfa Romeo Racing-Ferrari | 1      |
| 19   | Mick Schumacher    | Haas-Ferrari              | 0      |
| 20   | Nikita Masepin     | Haas-Ferrari              | 0      |

### Konstrukteurswertung
| Pos. | Konstrukteur          | Punkte |
| ---- | --------------------- | ------ |
| 1    | Mercedes              | 303    |
| 2    | Red Bull Racing-Honda | 291    |
| 3    | Ferrari               | 163    |
| 4    | McLaren-Mercedes      | 163    |
| 5    | Alpine-Renault        | 77     |

| Pos. | Konstrukteur              | Punkte |
| ---- | ------------------------- | ------ |
| 06   | AlphaTauri-Honda          | 68     |
| 07   | Aston Martin-Mercedes     | 48     |
| 08   | Williams-Mercedes         | 10     |
| 09   | Alfa Romeo Racing-Ferrari | 3      |
| 10   | Haas-Ferrari              | 0      |